# سيرغي ماغنيتسكي
سيرغي ليونيدوفيتش ماجنيتسكي (بالروسية: Серге́й Леони́дович Магни́тский)؛ 8 أبريل 1972 - 16 نوفمبر 2009) محاسب ضريبي روسي متخصص في أنشطة مكافحة الفساد. أدى القبض عليه في عام 2008 وما تبعه من وفاة بعد 11 شهراً في حجز الشرطة إلى اهتمام وسائل الإعلام الدولية وأثار تحقيقات رسمية وغير رسمية في مزاعم بالاحتيال والسرقة وانتهاكات حقوق الإنسان في روسيا.
زعم ماجنيتسكي أنه كانت هناك سرقة واسعة النطاق من الدولة الروسية. أُلقي القبض عليه وتوفي في السجن قبل سبعة أيام من انتهاء فترة العام الواحد التي يمكن خلالها احتجازه بشكل قانوني دون محاكمة. في المجموع سجن ماغنيتسكي 358 يوماً في سجن بوتركا في موسكو. أصيب بحصوات المرارة والتهاب البنكرياس، وانسداد المرارة وحُرم من الرعاية الطبية. وجد مجلس لحقوق الإنسان أنشأه الكرملين أنه تعرض لاعتداء جسدي قبل وفاته بقليل. وأصبحت قضيته قضية دولية.
أصدر الكونغرس الأمريكي والرئيس باراك أوباما قانون ماجنيتسكي في نهاية عام 2012 الذي منع المسؤولين الروس الذين يعتقد أنهم متورطون في وفاة ماجنيتسكي من دخول الولايات المتحدة أو استخدام نظامها المصرفي. ردا على ذلك، أدانت روسيا هذا القانون، وادعت أن ماجنيتسكي كان مذنبا بارتكابه جرائم.
في أوائل يناير 2013، كتبت الفاينانشيال تايمز أن «قضية ماغنيتسكى فاضحة وموثقة جيدا وتظهر الجانب المظلم للبوتينية». أيدت فكرة قيام دول الاتحاد الأوروبي بفرض عقوبات مماثلة ضد المسؤولين الروس المتورطين.